# James Deans-Dundas
Sir James Whitley Deans-Dundas (rodné příjmení Deans, od roku 1808 Deans-Dundas, často uváděný též jen jako Dundas) (4. prosince 1785, Kalkata, Britská Indie – 3. října 1862, Weymouth, Dorset, Anglie) byl britský admirál. U královského námořnictva sloužil od roku 1799, zúčastnil se napoleonských válek a již ve třiadvaceti letech dosáhl hodnosti kapitána. Později byl dlouholetým poslancem Dolní sněmovny a v administraci námořnictva zastával funkci prvního námořního lorda (1847–1852). Aktivní kariéru zakončil za krymské války jako vrchní velitel britsko-francouzského loďstva v Černém moři. V roce 1857 dosáhl hodnosti admirála.

## Životopis
Narodil se jako syn lékaře Jamese Deanse, který působil v Kalkatě, po matce Janet pocházel z významného skotského rodu Dundasů. Do královského námořnictva vstoupil v roce 1799 za válek proti revoluční Francii byl účastníkem blokády Alexandrie a Rochefortu (1799). Poté bojoval v napoleonských válkách a v roce 1805 byl jmenován poručíkem. Pod admirálem Berkeleyem sloužil v severní Americe, po návratu do Evropy byl v roce 1807 zraněn v bitvě u Kodaně, téhož roku dosáhl hodnosti kapitána. Poté sloužil v Baltském moři, kde zajal několik francouzských lodí. V roce 1815 byl převelen do Středozemního moře a pod velením admirála Parkera ve 30. letech 19. století hájil britské zájmy během občanské války v Portugalsku.

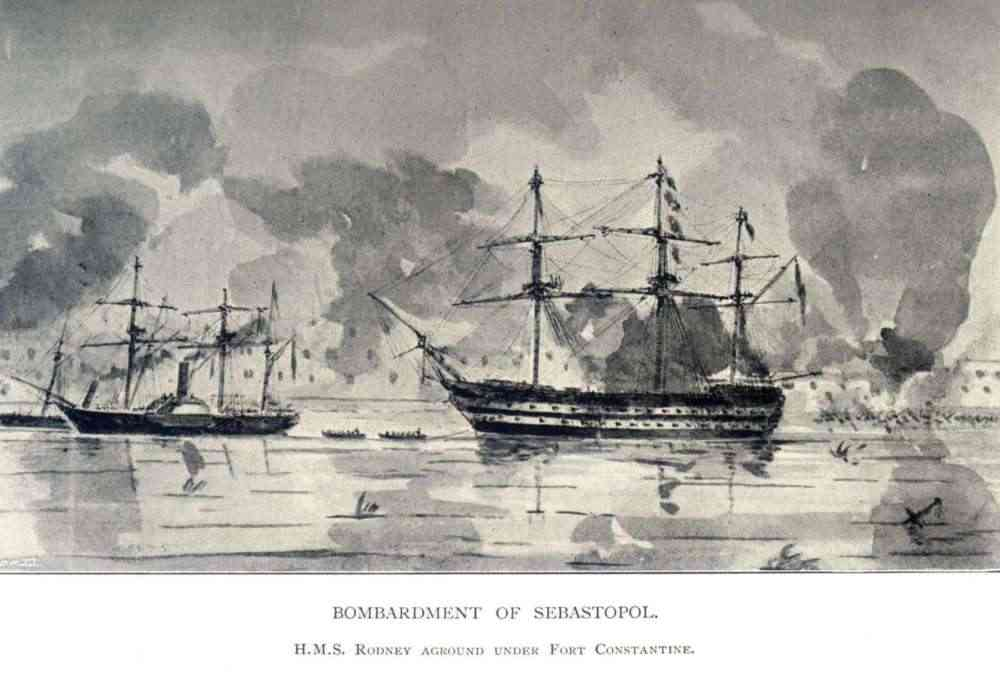
Bombardování Sevastopolu pod velením admirála Deans-Dundase

V pozdějších letech se aktivně zúčastnil politického života, v letech 1832-1835, 1836-1838 a 1841-1852 byl poslancem Dolní sněmovny za stranu whigů. Do parlamentu byl poprvé zvolen za obvod Greenwich, který pak zastupoval i v letech 1841–1852. Díky tomu začal zastávat nižší funkce ve vládě, v letech 1838–1841 byl ředitelem vojenského zásobování v úřadu generálního polního zbrojmistra a v roce 1841 krátce lordem admirality (Fourth Naval Lord). Jako nositel rytířského kříže Řádu lázně byl v roce 1839 do šlechtického stavu s nárokem na titul Sir. V Russelově vládě byl znovu lordem admirality, respektive druhým námořním lordem, 1846–1847). Nakonec v letech 1847–1852 zastával funkci prvního námořního lorda. V roce 1852 byl povýšen na viceadmirála a vrátil se do aktivní služby na moři, v letech 1852–1854 byl vrchním velitelem ve Středozemním moři. Na počátku krymské války přeplul přes Bospor do Černého moře, kde převzal vrchní velení britsko-francouzského loďstva v boji proti Rusku. Své bojové aktivity koordinoval s vrchním velitelem pozemních vojsk maršálem Raglanem, velel bombardování Oděsy a poté obléhání Sevastopolu. Kvůli nesouhlasu s plánem vylodění vojsk na Krymu rezignoval na vrchní velení a v lednu 1855 se vrátil do Anglie. Za zásluhy obdržel velkokříž Řádu lázně (1855), turecký Řád Medžidie (1855) a francouzský Řád čestné legie (1857). V roce 1857 byl povýšen na admirála.
V roce 1808 se oženil se svou sestřenicí Janet Dundas (1783–1846), jedinou dcerou a dědičkou dlouholetého whigistického poslance Charlese Dundase. Po sňatku přijal v roce 1808 příjmení Deans-Dundas. Jejich syn Charles Whitley Deans-Dundas (1811–1856) sloužil v armádě a byl též poslancem Dolní sněmovny.
Jeho vzdálenými příbuznými byli admirálové George Dundas (1778–1834) a Richard Saunders Dundas (1802–1861), kteří také zastávali funkci prvního námořního lorda.